# Jean Baptiste Charles Belanger
Jean Baptiste Charles Joseph Belanger, född den 4 april 1790 i Valenciennes, död den 8 maj 1874 i Neuilly-sur-Seine, var en fransk ingenjör, matematiker och fysiker. 
Belanger var professor vid École centrale des arts et manufactures, vid École polytechnique och vid École des ponts et chaussées. Han var verksam inom områdena hydraulik och hydrodynamik. Hans namn tillhör de 72 som är ingraverade på Eiffeltornet.